# Sasakia charonda
Sasakia charonda ist ein in Asien vorkommender Schmetterling (Tagfalter) aus der Familie der Edelfalter (Nymphalidae).
Die Bezeichnung der Gattung Sasakia wurde zu Ehren von Chujiro Sasaki, einem Professor für Zoologie und Entomologie an der Imperial University Tokyo gewählt. Sasakia charonda ist der National-Schmetterling von Japan. Dort wird er als オオムラサキ (Oomurasaki = großer violetter Schmetterling) bezeichnet. Im englischen Sprachgebrauch wird die Art Japanese Emperor (Japanischer Kaiser) genannt.

## Merkmale

### Falter
Die Flügelspannweite der Falter beträgt 90 bis 120 Millimeter. Die Art zeichnet sich durch einen deutlichen Sexualdimorphismus aus. Bei den Männchen ist die Flügeloberseite stark blau bis violett blau irisierend, bei den größeren Weibchen hingegen ohne Schiller. Untersuchungen der Mikrostruktur der Flügelschuppen männlicher Falter mittels Rasterelektronenmikroskopie und optischer Mikroskopie zeigten, dass die mehrfache Interferenz von Licht zwischen den Kutikula-Schichten der Schuppen das Irisieren erzeugt. Außerdem wird davon ausgegangen, dass die Strukturen der Schuppen Auswirkungen auf einen aerodynamisch leichten Flug und die Entwässerung von nassen Flügeln hat. Beiden Geschlechtern gemeinsam sind die schwarzbraune Grundfarbe der Flügeloberseiten und das darauf befindliche weiße Fleckenmuster. Die Männchen zeigen außerdem einen roten Fleck am Analwinkel der Hinterflügel. Die Farbe der Flügelunterseite ist im Wesentlichen hell graugrün, wobei die Zeichnungselemente der Oberseiten schwach hindurch scheinen. Der Saugrüssel ist gelb.

### Raupe, Puppe
Die Raupen sind grün gefärbt und haben gelbliche, höckerähnliche Tuberkel, die schräg nach hinten verlaufen. Auffällig sind ihre zwei Kopfhörner und ein in einer Doppelspitze zulaufendes Körperende. Ihr Gesamterscheinungsbild ähnelt einer Nacktschnecke.
Die Puppe hat eine gestreckte Form, die am unteren Ende in zwei Spitzen ausläuft. Sie ist grün gefärbt und wird als Stürzpuppe mit einer Gespinstverankerung an Zweigen, Stämmen oder Blättern angeheftet.

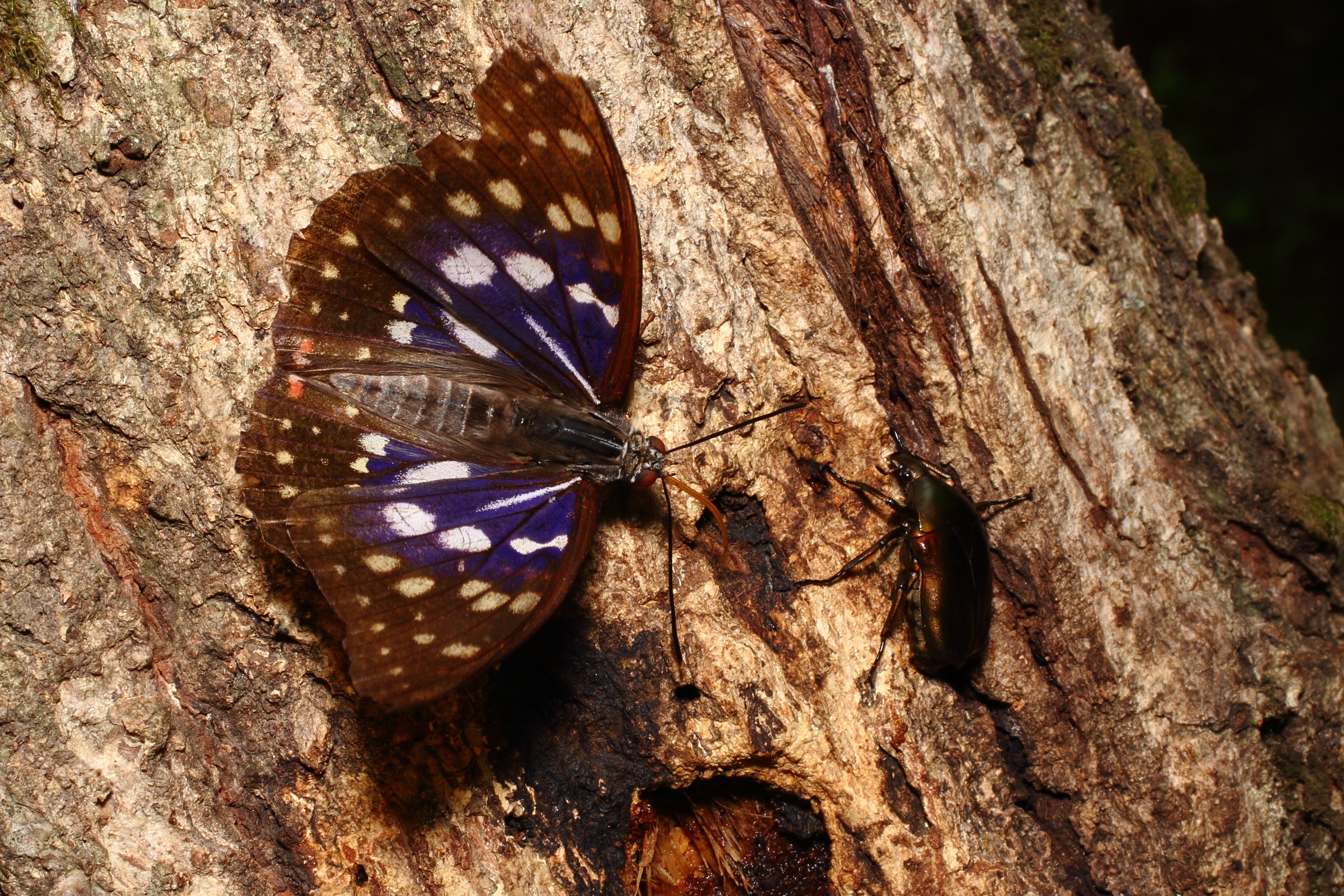
Baumsaft trinkendes Männchen
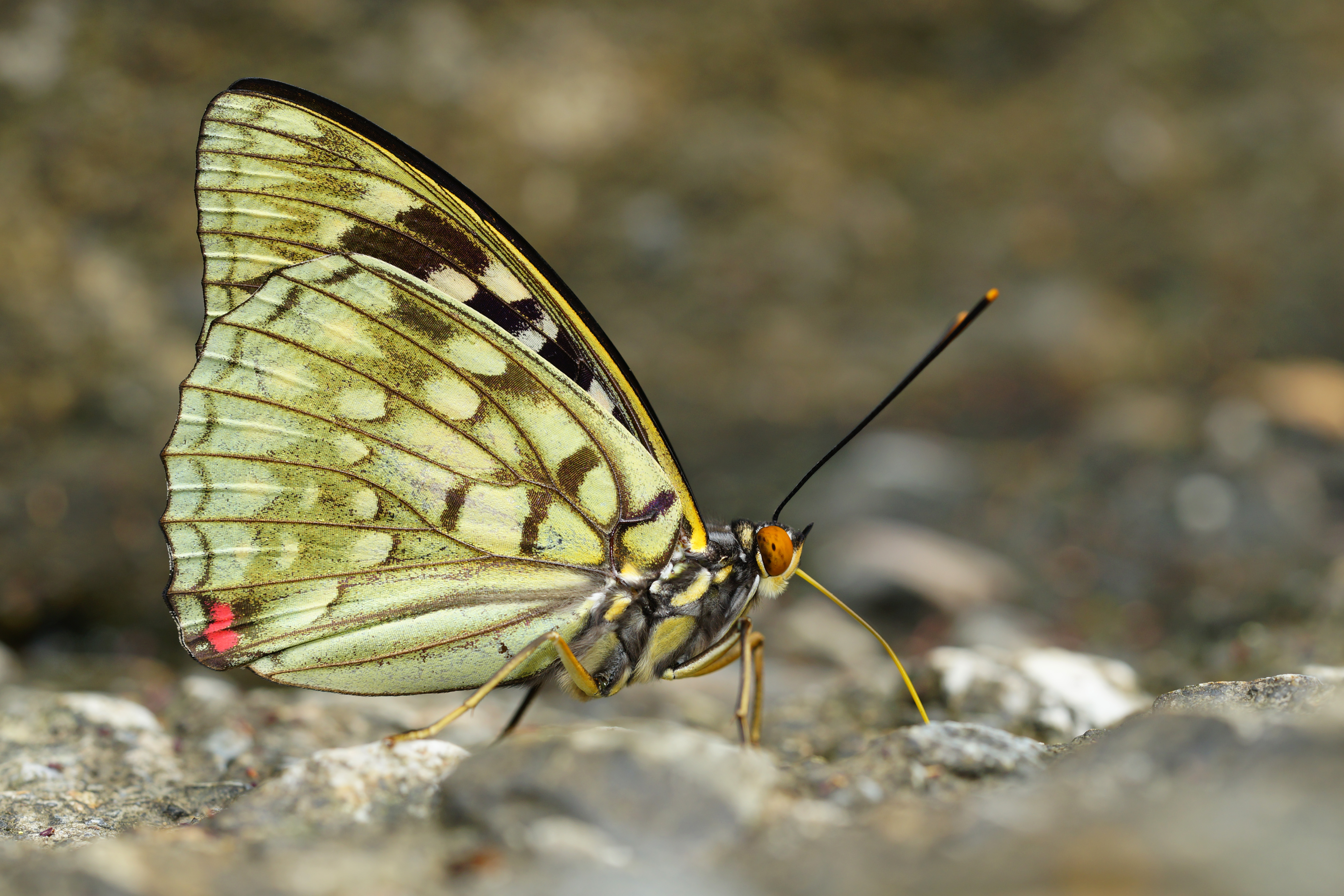
Flügelunterseite Männchen
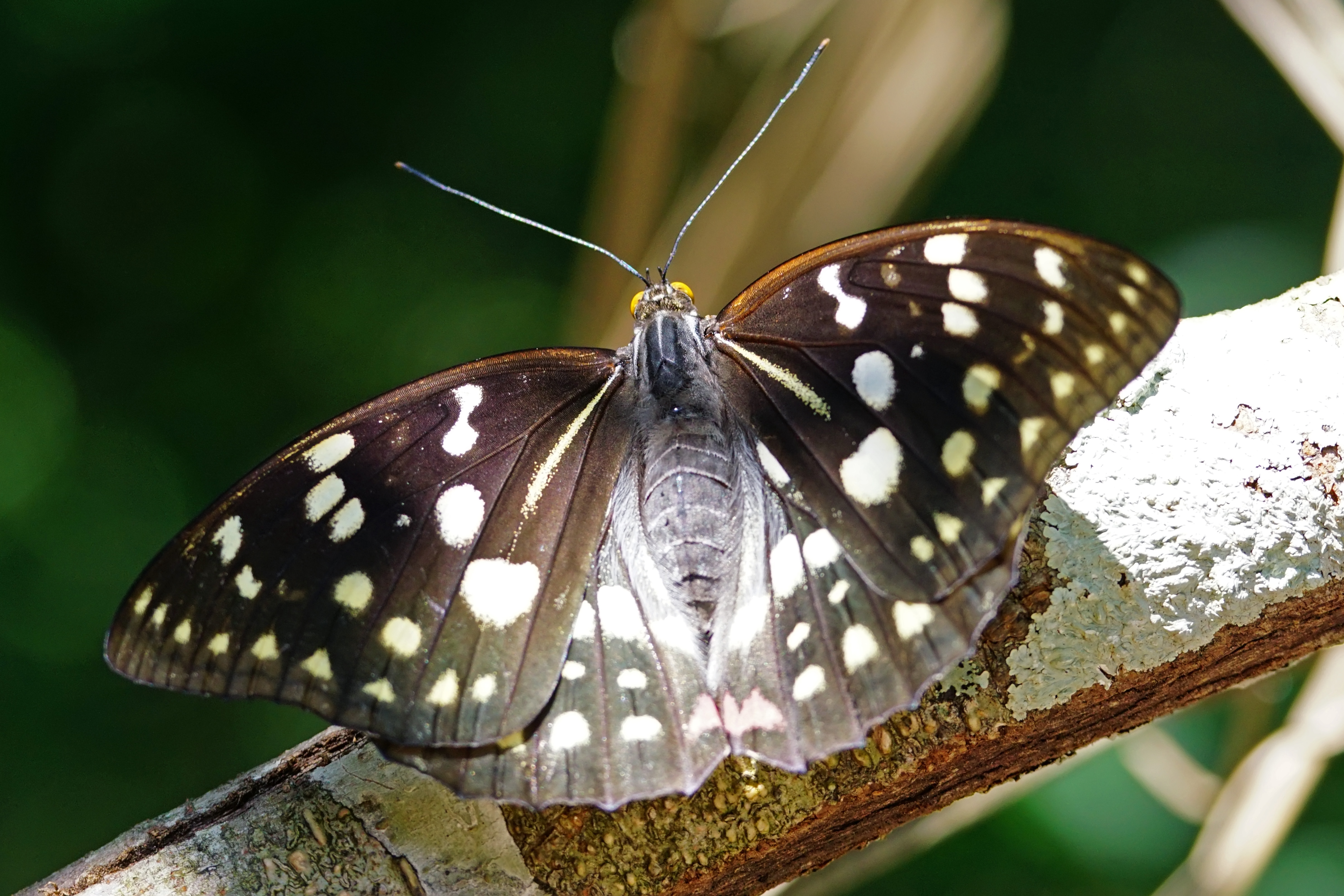
Weibchen
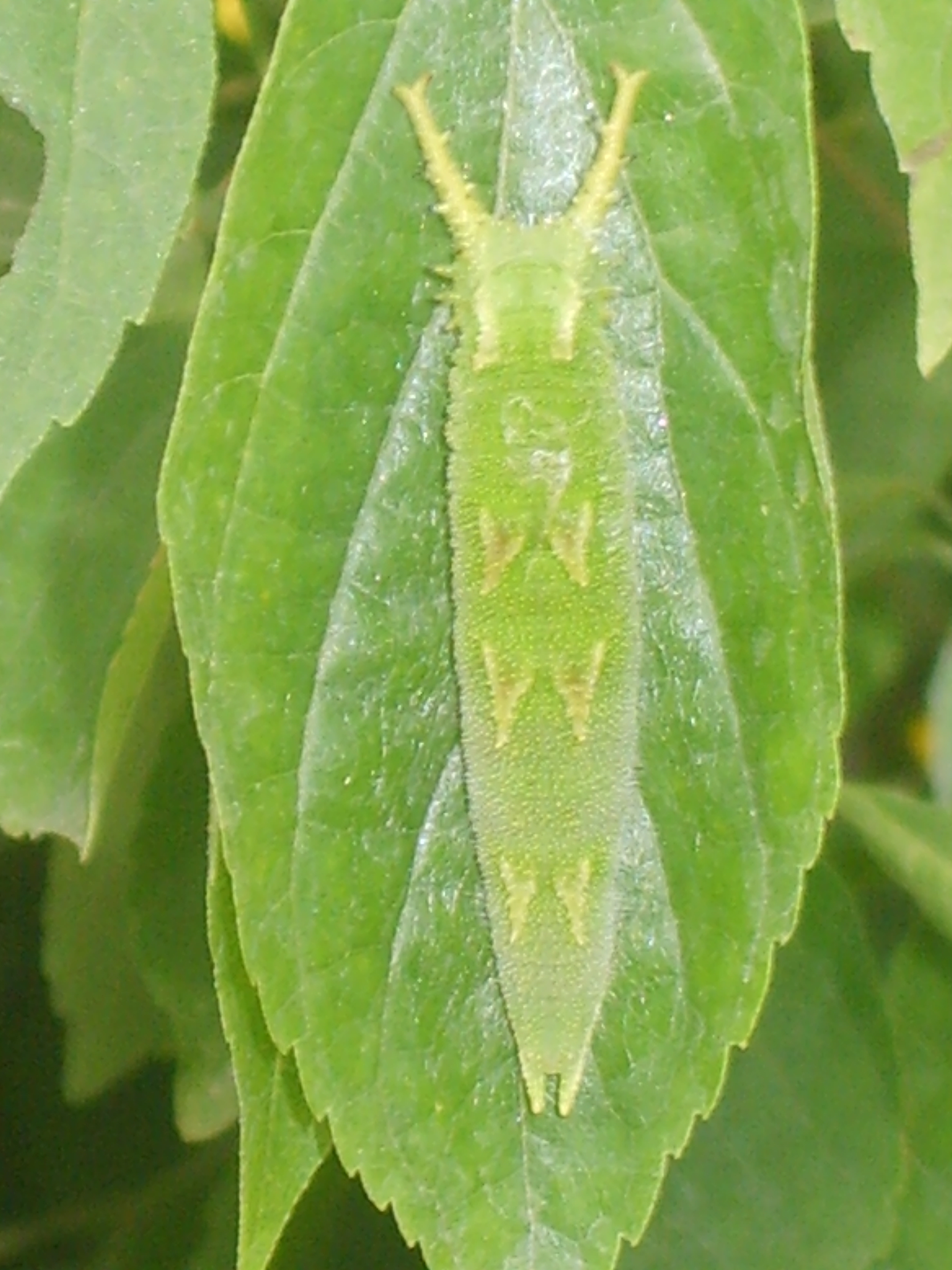
Raupe
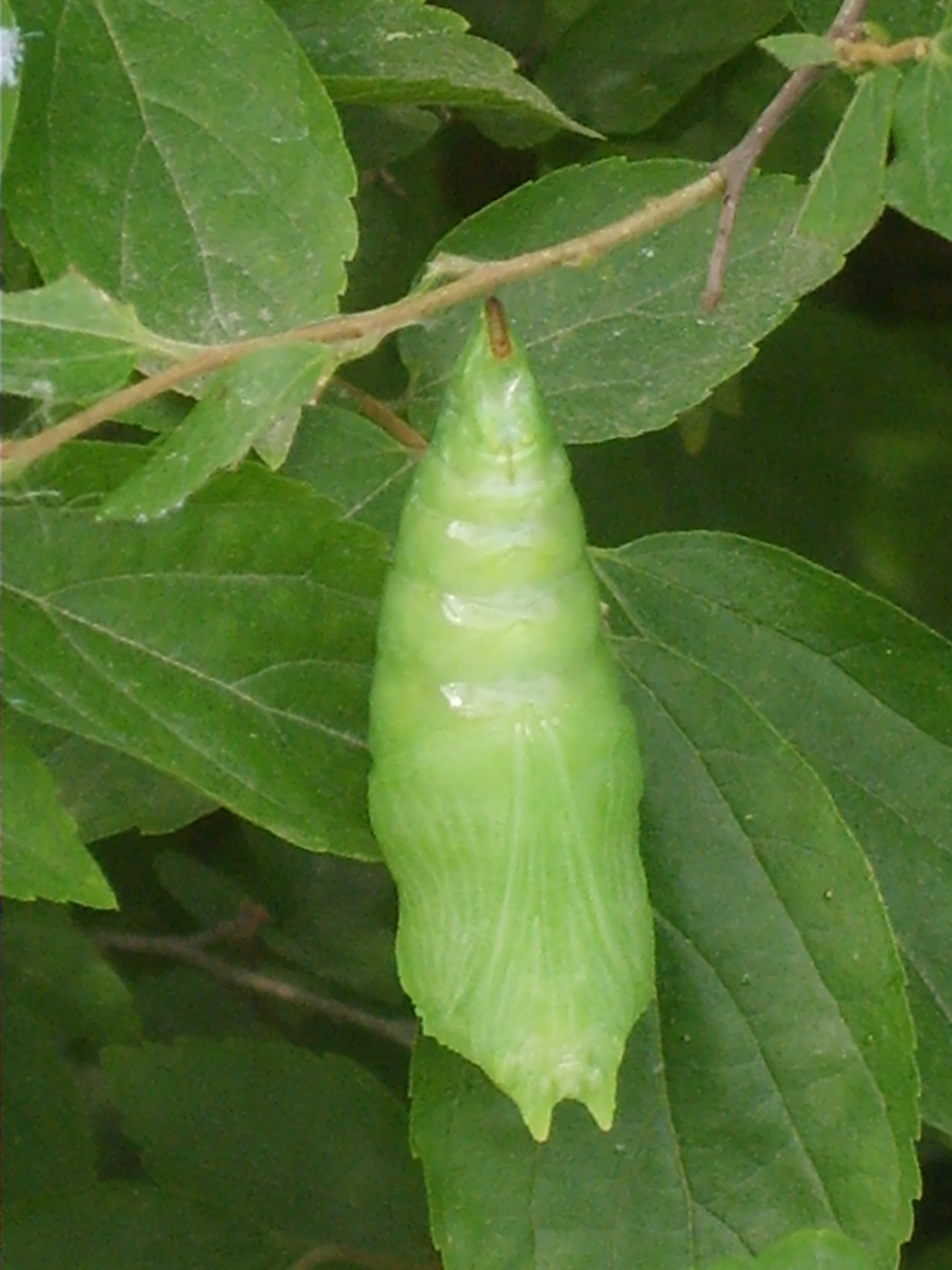
Puppe

## Verbreitung, Unterarten und Lebensraum
Die Art kommt in Japan, Taiwan, Korea und im Osten Chinas vor. In den verschiedenen Vorkommensgebieten werden derzeit vier Unterarten klassifiziert. Sasakia charonda besiedelt in erster Linie dichte Laubwälder.

## Lebensweise
Die Falter fliegen in einer Generation in den Monaten Juni bis August. Sie halten sich gerne in Baumkronen auf. Gelegentlich saugen sie an verletzten Bäumen, an Kot oder feuchten Erdstellen, um Baumsaft oder andere Flüssigkeiten sowie Mineralstoffe aufzunehmen. Die Weibchen legen zwischen 50 und 200 Eier, die sie in mehreren kleinen Gruppen auf den Blättern der Nahrungspflanze ablegen. Die Raupen schlüpfen nach fünf Tagen und ernähren sich bevorzugt von den Blättern des Chinesischen Zürgelbaums (Celtis sinensis). Die Art überwintert im Puppenstadium. Dabei wurde eine Mortalitätsrate von 30 % festgestellt.

## Gefährdung und Schutz
Sasakia charonda war in Japan in Laubwäldern in der Vergangenheit häufig zu finden. Aufgrund des schnellen Wirtschaftswachstums, der Zunahme der Bevölkerungsdichte, der Abholzung von Waldgebieten, der Landnutzung für den Bau von Straßen, Gebäuden und Industrieanlagen nahm der Bestand deutlich ab. Das japanische Ministerium für Umwelt und Naturschutz stufte Sasakia charonda deshalb im Jahr 2000 als „potenziell gefährdet“ (Near Threatened) ein. Als erste Maßnahme wurde die Entnahme von Tieren dieser Art aus der Natur verboten.